# یواس‌اس لایمستون (آی‌ایکس-۱۵۸)
یواس‌اس لایمستون (آی‌ایکس-۱۵۸) (به انگلیسی: USS Limestone (IX-158)) یک کشتی بود که طول آن ۳۶۶ فوت ۴ اینچ (۱۱۱٫۶۶ متر) بود. این کشتی در سال ۱۹۴۴ ساخته شد.